# Holme-Olstrup
Holme-Olstrup es una localidad del municipio de Næstved, en la región de Selandia (Dinamarca). Tiene una población estimada, a inicios de 2022, de 1259 habitantes.
Está ubicada al sur de la isla de Selandia, junto a la costa del Kattegat, mar Báltico.